# Ílám (město)
Ílám (persky شهر ایلام‎ kurdsky ئیلام) je město v západním Íránu a správní město provincie Ílám. Ílam leží v chladné hornaté oblasti Íránu ve výšce 1319 m nad hladinou moře. I když je toto město obklopeno horami, podnebí je ovlivněno pouštěmi na západě a jihu. Tato oblast má vysoce proměnlivé počasí. V zimě jsou zde časté silné sněhové přeháňky a v létě je počasí horké, suché.